# Hose

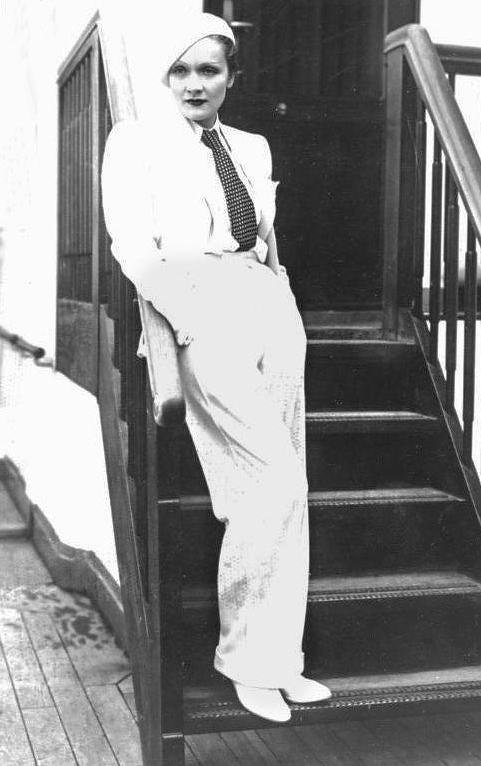
Bundfaltenhose, Marlene Dietrich 1933

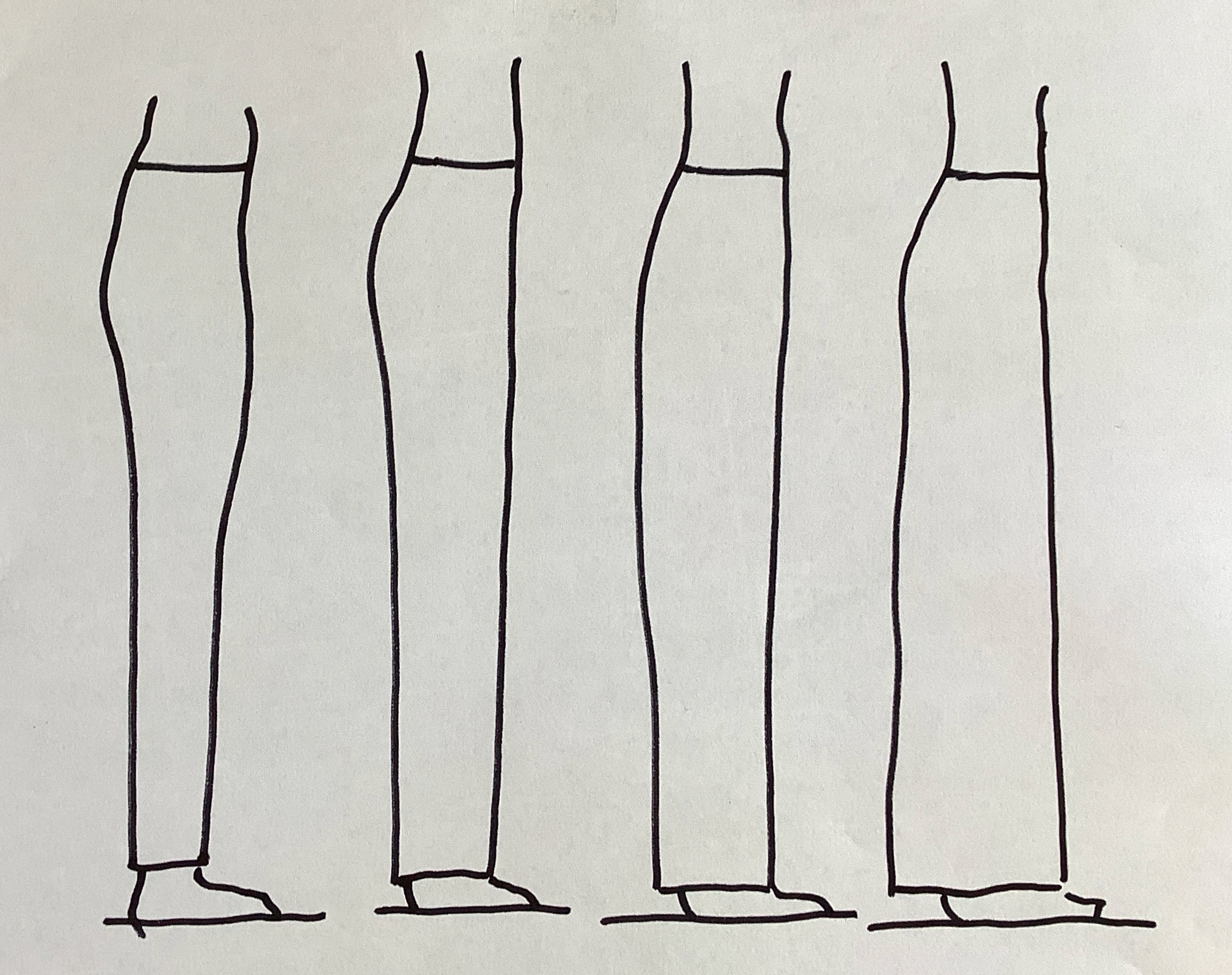
Hosentypen: Enge, Standard, legere und Marlene-Hose

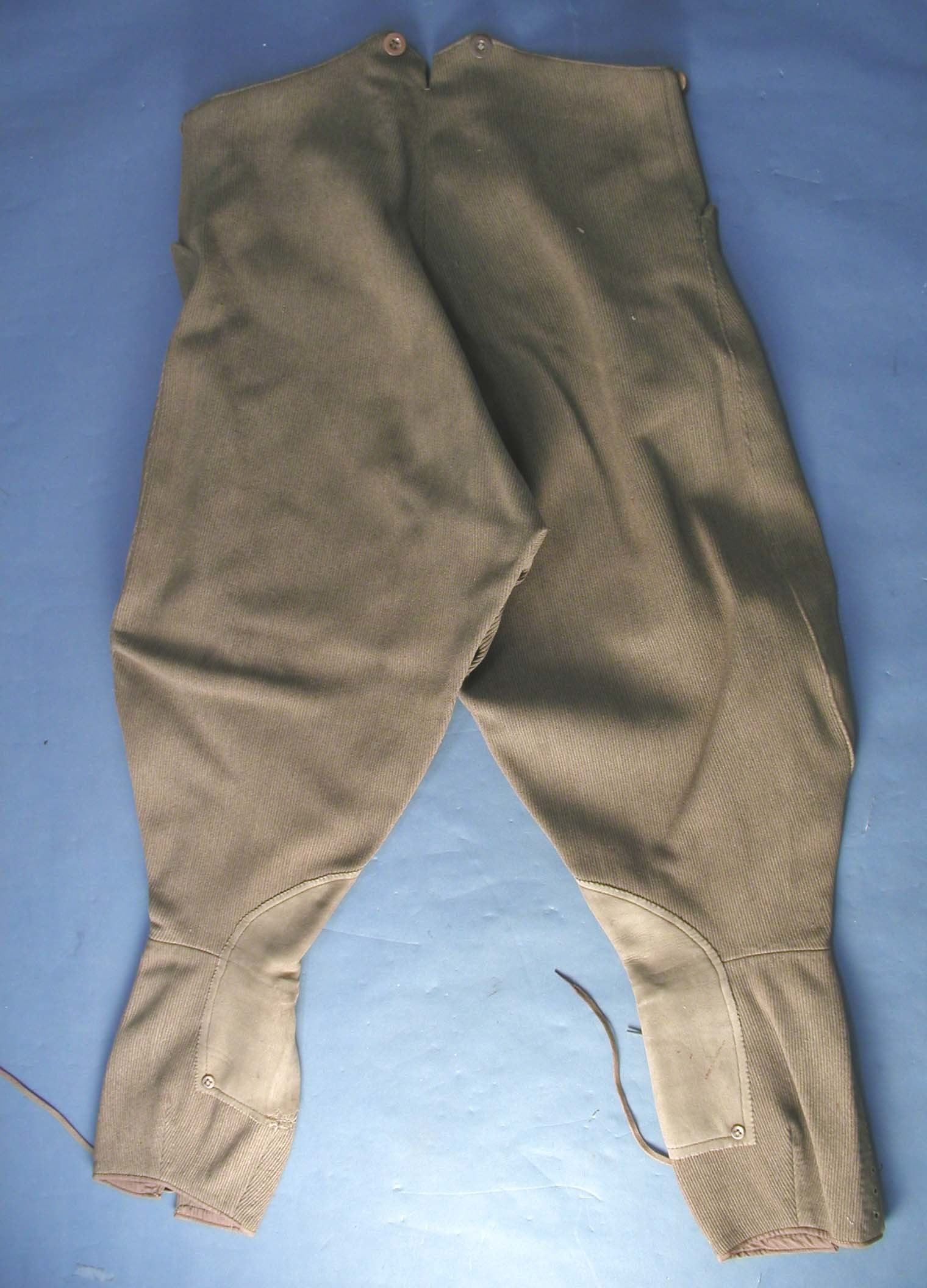
Reithose

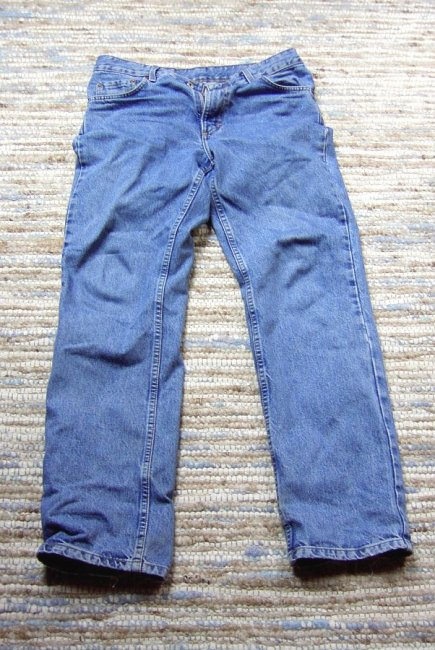
Blue Jeans – als Arbeitshose entwickelt, heute auch klassische Freizeithose

Frau in Radfahrerhose anno 1897 (Werbeanzeige)

Die Hose ist ein hüftaufliegendes Kleidungsstück, welches die unteren Extremitäten des Trägers ganz oder teilweise bedeckt. Zusammen mit Beinling und Rock bildet sie den Oberbegriff der Beinkleider. Hosen werden je nach Schichtlage in Kategorien unterteilt: Unterhosen, Oberhosen und als extra Kälte- oder Regenschutz auch Überhosen. Damit die Hose besser sitzt, können ein Gürtel oder Hosenträger verwendet werden. Manche Hosen haben Verstellmöglichkeiten am Bund oder Beinabschluss oder abzippbare Beine.

## Wortgeschichte
Bis zum Beginn der Neuzeit war die Bezeichnung Hose im Deutschen eine Bekleidung der Unterschenkel samt den Füßen, während das heute nicht mehr gebräuchliche Wort Bruch die Bekleidung des Unterleibs samt den Oberschenkeln meinte. Der Begriff Hose ging dann im 16. Jahrhundert auf ein Kleidungsstück über, das den Unterleib und die Schenkel bis zu den Füßen bedeckte. Die Begriffe ahd. hosa, mhd. hose bezeichneten eine Bekleidung der (Unter-)Schenkel samt den Füßen, und geht auf husõn aus altgermanischer Zeit zurück, das wahrscheinlich die mit Riemen um die Unterschenkel geschnürten Lappen aus Tuch oder Leder meinte.
Ursprünglich bezeichnete eine Hose die Bekleidung genau eines Beines. Dieser Wortgebrauch bestand auch fort, nachdem Hosen und Bruch zu einem Kleidungsstück vereinigt wurden. Mindestens noch im 19. Jahrhundert überwog der Gebrauch des Plurals, während heute im Deutschen außerhalb von Redewendungen überwiegend der Singular für das Paar verwendet wird.

## Kulturgeschichte
Die Erfindung der Hose ist eng verzahnt mit der Entwicklung von spezialisierter Schutzbekleidung für Beine und Unterleib vor Kälte und mechanischer Belastung, wie z. B. beim Reiten, so wurden erste Beinbekleidungen, sog. Beinlinge als Kälteschutz, schon bei der Eismumie Ötzi nachgewiesen.
Hosen in einer mit heute vergleichbaren Form wurden bei Reitervölkern wie den Skythen, Sarmaten und Dakern getragen, aber auch von Chinesen und Mongolen. Das bislang älteste Exemplar einer Reithose wurde als Teil einer Grabausstattung im Yanghai-Gräberfeld in der Nähe von Turfan gefunden und auf das Ende des 2. Jahrtausends v. Chr. datiert. Ein deutsch-chinesisches Team, das die gewebten Wollhosen im Rahmen des Silk Road Fashion-Projekts untersuchte, fand heraus, dass die Hosen aus drei Teilen bestehen, zwei Beinteilen und einem gestuften Zwickelteil, welches durch seine große Weite ein Spreizen der Beine seitwärts erlaubte, wie es beim Reiten benötigt wurde. Für die Herstellung wurde der Stoff nicht zugeschnitten, sondern maßgewebt.
Um 750 v. Chr. übernahmen die Germanen von anderen Völkern, möglicherweise von den Kelten, die knöchellange Hose. Für die Eisenzeit sind Hosen bei den Germanen belegt. Daneben wurden aber auch Beinwickel getragen. Die sehr weiten Hosen ohne Latz wurden in der Taille durch einen Gürtel gehalten. Eines der bekanntesten Fundstücke aus dem 2.–3. Jahrhundert nach Christus ist die Thorsberg-Hose. Römer und Griechen lehnten in der Antike die germanischen und gallischen Beinkleider als unzivilisiert und barbarisch ab. Ende des 4. Jahrhunderts, als sie sich, bei den Soldaten der römischen Legionen beginnend, allmählich durchsetzte, stellte eine Verfügung des Kaisers Flavius Honorius das Hosentragen innerhalb der Stadt Rom unter Strafe, um die ethnisch-kulturelle Abgrenzung zwischen Römer- und Germanentum aufrechtzuerhalten – eine Reaktion auf die steigende Bedrohung durch den Niedergang des Weströmischen Reiches durch germanische Invasionen und darauf, dass sich immer öfter Germanen in Italien, u. a. als Söldner im römischen Heer, aufhielten. Seit dem ausgehenden Mittelalter ist es eine europäische Entwicklung, dass die Hose zum Statussymbol für den Mann wurde und der Rock für Männer mit Ausnahme des Kilts und Belted Plaids in Schottland und der Fustanella in Griechenland und Albanien unüblich wurde.
Bis ins 10. Jahrhundert wurden in Europa sowohl lange Hosen als auch die Bruoch und Beinlinge (oft von den Angelsachsen) getragen. Im 11. Jahrhundert setzten sich Beinlinge durch. Im 14. Jahrhundert wurde das Obergewand kürzer, bedeckte oft gerade noch das Gesäß, und machte so Unterhose und Strümpfe sichtbar. Mitte des 15. Jahrhunderts kam die Strumpfhose auf, die nun zur Oberhose wurde. 50 Jahre später reichte diese eng anliegende Hose nur noch bis zum Knie, dazu wurden Strümpfe getragen.
Aus dem mittlerweile eingeführten Hosenlatz entwickelte sich Ende des 15. Jahrhunderts die Schamkapsel. Um 1550 kam am spanischen Hof eine kurze Hose in Mode, deren Beine mit Kleie oder Rosshaar kugelförmig ausgestopft wurden, die so genannte Heerpauke. Sie wurde an das Wams angenestelt. Bis ins 17. Jahrhundert hinein war sie die europäische Hofkleidung für Männer. Spanien schaffte sie 1623 ab. Der einfache Mann trug einfache knielange Hosen aus Wollstoff. In Deutschland trugen die Bürger in der zweiten Hälfte des 16. Jahrhunderts eine Pump- oder Pluderhose, die von den Landsknechten übernommen worden war.
Im 17. Jahrhundert setzte sich in Europa eine wadenlange gerade Röhrenhose durch. Die Außennaht zierten Knöpfe, Bänder oder Borten. Als höfische Herrenhose wurde dagegen eine enge Kniehose getragen. Die Oberschicht bevorzugte 1655 bis 1680 die Rheingrafenhose, eine Art Rockhose. Danach kam die Culotte auf, die unter das Knie reichte und bis zur Französischen Revolution von allen Schichten getragen wurde, als höfische Kleidung war sie allgemein länger. Sie lag sehr eng an und war beim Adel aus feinstem Trikotstoff, unter dem sich eigentlich nichts verbergen ließ. Ein Zeitgenosse bemerkte kritisch: „Adam war mit einem Feigenblatt bedeutend anständiger gekleidet.“ Die französischen Revolutionäre trugen keine Culotte, sondern knöchellange gerade Hosen und erhielten deshalb den Beinamen „Sansculottes“ („ohne Culotten“).
Die neuen langen Hosen verloren sehr bald den Beigeschmack des Revolutionären und wurden gesellschaftsfähig. Während 1789 den preußischen Regierungsbeamten noch untersagt wurde, lange Hosen zu tragen, die Perücke wegzulassen und das Haar kurz zu tragen, zeigte sich acht Jahre später selbst der preußische König Friedrich Wilhelm III. in solchen Hosen. Die Verfügung der Trinity College in Cambridge, dass Studenten, die in den Sälen oder der Kirche in den langen Pantalons erschienen, als nicht anwesend betrachtet würden, blieb letztlich wirkungslos.
Im Biedermeier waren die Herrenanzüge sehr körperbetont gearbeitet, mit schmaler Taille. Etliche Männer gingen dazu über, sich ähnlich wie die Damen zu schnüren, das Pendant zum Korsett hieß baskischer Gürtel. Um 1850 wurde der geknöpfte Hosenschlitz eingeführt. Bis 1860 waren die Herrenhosen meistens aus hellen Stoffen mit auffälligem Karo- oder Streifenmuster. Danach wurden die Hosen dezenter und auf den „Rock“, hier Jacken mit einer Taillennaht, abgestimmt. Etwa 1895 wurden Knickerbocker als Radfahrkleidung populär. Nach dem Zweiten Weltkrieg eroberten die Jeans den europäischen Markt.
Die Verdrängung des Männerrocks ging gegen den heftigen Widerstand konservativer Kreise vonstatten. Seit dem 17. Jahrhundert trugen bis auf wenige Ausnahmen europäische Männer nur noch Hosen und breiteten diese Sitte im Zuge des Kolonialismus weltweit aus. So entstanden Redewendungen wie „die Hosen anhaben“ (erstmals als Topos bei Heinrich Wittenwiler im um 1410 entstandenen Lehrgedicht Der Ring im Rahmen einer hauswirtschaftlichen Ermahnung, die Frau im Haus nicht die Oberhand gewinnen zu lassen) als Synonym für „die Befehlsgewalt haben“.
Zur Verstärkung an dem Hosensaum wurden früher vermehrt Stoßbänder eingenäht, heutzutage ist dieser Bestandteil nur noch selten anzutreffen.

## Geschichte der Frauenhose

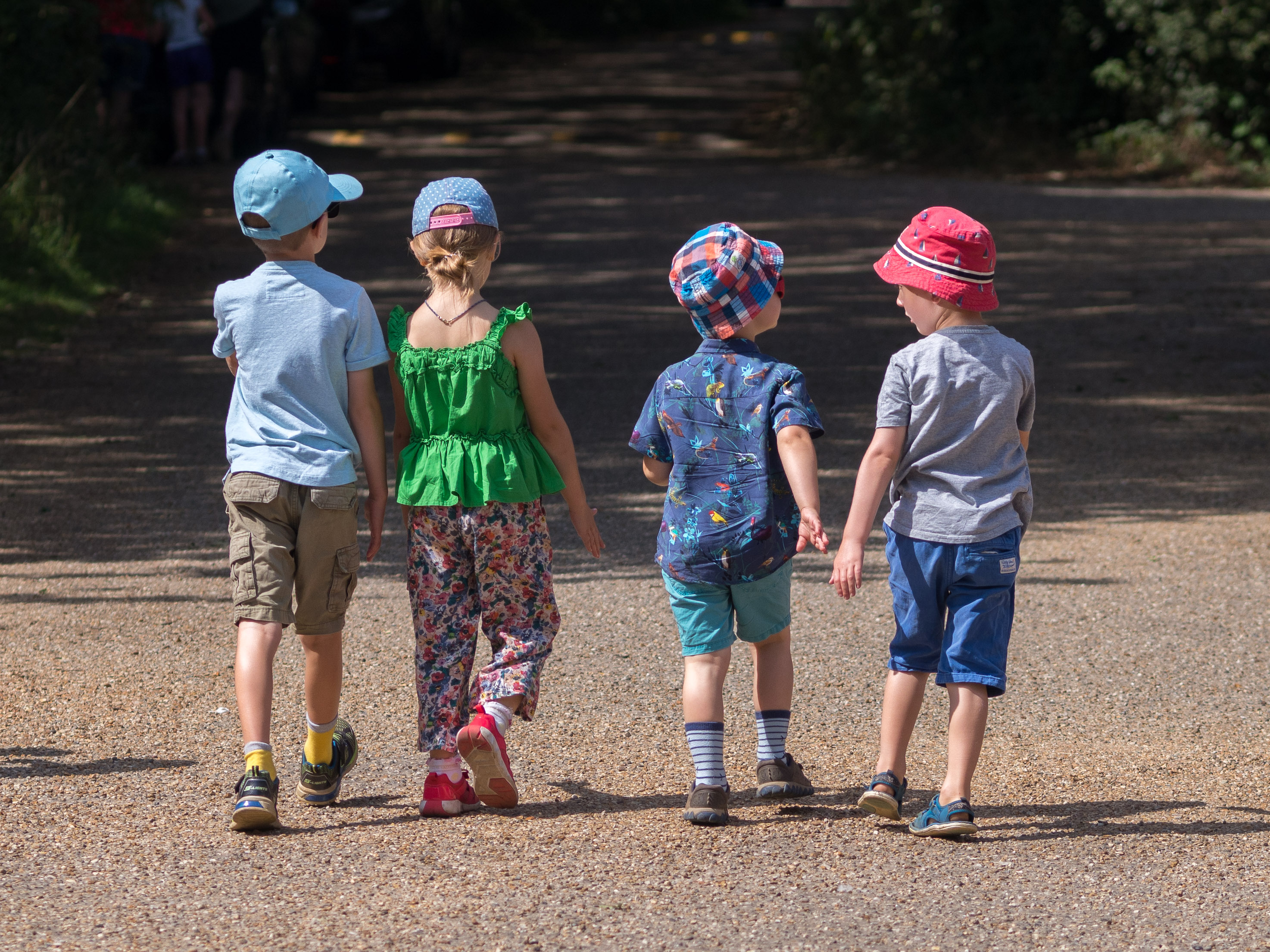
Kinder in Hosen 2018

Antike Belege für hosentragende Frauen finden sich in römischen Berichten (Tacitus 17) und auf Darstellungen von Kelten und Germanen. Eine Darstellung einer mitteleuropäischen Frau mit Hose findet man neben Darstellungen von Frauen in Kleidern und Röcken auf der Trajanssäule (113 n. Chr.) in Rom.
Später war das Tragen von Hosen für europäische und amerikanische Frauen jahrhundertelang tabu. Erst Mitte des 19. Jahrhunderts wurde die weibliche Unterhose eingeführt, die im Schritt offen war und Beinkleid genannt wurde. Die Frauenhosenbewegung ging Hand in Hand mit der Emanzipationsbewegung. Die amerikanische Frauenrechtlerin Amelia Bloomer war eine der ersten, die sich für eine Reformkleidung einsetzte und knöchellange weite Hosen für Frauen entwarf, die nach ihr Bloomers genannt wurden. Dazu trug sie ein etwa knielanges Kleid.
Auf den Theaterbühnen waren Hosenrollen eine erotische Sensation: Männerrollen, die von Hosen tragenden Darstellerinnen ausgeführt wurden. Im Ballett wurden die Röcke verkürzt, unter denen Trikot-Hosen sichtbar wurden, bekannt beispielsweise im französischen Cancan, der um 1900 von Paris ausgehend weltweit bekannt wurde. Der Erfolg des romantischen Balletts ebenso wie der Operette hat mit diesen Varianten der Frauenhose zu tun.
Reiterinnen trugen Breeches, Hosenröcke oder spezielle Reitröcke, wenn sie im Damensitz ritten. Für Radfahrerinnen kamen Hosenröcke sowie Pumphosen auf, Ende des 19. Jahrhunderts ein Tabubruch. Schon die Tatsache, dass Frauen überhaupt aufs Rad stiegen, empörte in Deutschland konservative Kreise. In der Zeitschrift Wiener Mode erschien 1896 ein Beitrag von Otto Neumann-Hofer über dieses Phänomen: „Gegen das Radfahren bäumt sich in Deutschland vorzugsweise der conservative Geist auf, der die Bevölkerung in ihrer Majorität beherrscht. […] Die heikelste Frage beim Radfahren der Damen ist zweifellos die Costumefrage. Es ist richtig, daß Frauen auch in gewöhnlicher Straßentoilette Zweirad fahren können […] Aber es scheint, daß der Rock dazu verurtheilt ist, dem Beinkleid zu weichen. […] Die amerikanischen Radfahrerinnen haben einen Congress abgehalten und darauf beschlossen, das männliche Costume anzunehmen. Die englischen Radfahrerinnen folgen diesem Beispiel und in Frankreich verschwindet der weibliche Rock gleichfalls allmählich auf den Stahlrossen […] Ja, die Pariserinnen […] lassen sich sogar schon im knappen, ach, oft nur allzuknappen Bicycle-Anzug öffentlich sehen, ohne Bicycle zu fahren.“
Als Alternative kamen Radfahrkostüme auf, die große Ähnlichkeit mit der Bloomer-Kleidung hatten. Die belgische Radrennfahrerin und spätere Pilotin Hélène Dutrieu wagte als eine der wenigen, zu dieser Zeit in Kniehosen zu radeln. Vor 1900 kam es vor, dass Gaststätten und Hotels Frauen in Hosen den Zutritt verweigerten, und das Tragen von Hosenröcken ohne mitgeführtes Rad wurde als Verstoß gegen die öffentliche Ordnung bestraft.
Frauenhosen für sportliche Aktivitäten wie das Skifahren machten den Anfang, es folgten solche als Teil der Arbeitskleidung. Englische Minenarbeiterinnen trugen wahrscheinlich schon im 18. Jahrhundert Hosen. Dasselbe galt für Austernfischerinnen europäischer Küstenregionen. Der Künstler Hugo Höppener, genannt Fidus, schlug um 1900 eine Art Overall mit Pumphosen als weibliche Arbeitskleidung vor. Zu dieser Zeit konnte er sich nicht durchsetzen, erst nach 1914 etablierte sich diese Kleidung für Fabrikarbeiterinnen.
Um 1910 entwarfen Pariser Designer bodenlange Hosenrock-Kostüme als Alternative zum damals modischen Humpelrock, darunter Paul Poiret. Im Frühjahr 1911 erschien eine Reihe eleganter Pariserinnen in diesen Hosenkleidern, die französisch Jupe-Culotte genannt wurden, beim Pferderennen in Auteuil, was für einigen Wirbel in der Presse sorgte. Die Modelle waren oft orientalisch inspiriert, meistens sehr elegant und hatten entweder sehr weit geschnittene Beine oder endeten in einer Art Pluderhose, die über den Knöcheln zusammengehalten wurde. In Deutschland wurde diese Mode auch als Haremskleid bezeichnet. Zumindest in Paris und auch in London wurde sie von etlichen Damen getragen, meistens jedoch nur zu gesellschaftlichen Anlässen und selten auf der Straße. In Berlin kam es zu Menschenaufläufen und Verkehrsstaus, sobald einmal eine Dame im Hosenkleid auftauchte.

Der Kulturhistoriker Eugen Isolani (eigentlich Eugen Isaacsohn, Vater von Gertrud Isolani) stellte 1911 fest, dass noch nie eine neue Kleidermode solches Aufsehen erregt habe, wobei er allerdings die amerikanischen Bloomers vergessen hatte: 

„Man verfolgt Frauen, die es wagen, ihren Rock ganz tief oberhalb der Füße in zwei Teile […] auslaufen zu lassen, so dass man diese Neuheit kaum bemerken und als Hose bezeichnen kann, mit spöttischem Gejohle auf den Straßen, so dass sich die unglücklichen Culotte-Trägerinnen in Häuser flüchten müssen. Und das geschah in Weltstädten, deren Bewohnerschaften gewöhnt sind, dass ihnen manche Extravaganz der Mode vorgeführt wird.“

Die Karikaturisten und Satiriker stürzten sich mit Eifer auf die neue Mode, obwohl nur wenige Frauen sich wagten, diese zu tragen. Ein Beispiel ist der spöttische Hymnus an den Hosenrock, der 1911 in den Lustigen Blättern erschien: 

„Ihr Schneider macht nimmermehr Ferien! Näht jeden Tag ein Schock! Verkauft ihn in riesigen Serien, entwerft ihn aus feinsten Materien, verleiht ihm die besten Kriterien, umhüllt ihn mit holden Mysterien! Er prickelt mir in den Arterien, der wonnige Hosenrock! Ob meine Frau einen anhat? Wer fragt das? Ich hole den Stock!“

 Auf einer Witzzeichnung in demselben Blatt sagt ein kurzsichtiger älterer Mann zu einer Frau im Hosenkleid: 

„Ich muß den alten Herrn darauf aufmerksam machen, daß seine Kleider in Unordnung geraten sind.“

 Zwei Jahre später waren die Hosenkleider wieder aus dem Straßenbild verschwunden.
Gebrochen wurde der „Hosenbann“ mit dem Ersten Weltkrieg, als viele Frauen zur Erwerbsarbeit gezwungen waren. Fabrikarbeiterinnen trugen Overalls, Frauen im öffentlichen Dienst eine Uniform mit langer Hose (im Winter). 1917 stattete man die Frauen, die als „männlicher Ersatz“ im Eisenbahndienst arbeiteten, mit langen Beinkleidern aus. Die „Hilfsbeamtinnen“ erhielten Joppe (Jacke), Hose, Gamaschen und Mütze, die Arbeiterinnen eine blusenartige Jacke und eine Hose. Es war dieselbe Kleidung, die die Männer in diesen Bereichen zuvor getragen hatten, sie wurde also nicht eigens hergestellt. Im Krieg wurde diese Ausstattung ohne weiteres als notwendig akzeptiert, jedoch hielt man die Frauenhosen für eine vorübergehende Erscheinung.

Frauen wollten die Hosen nun nicht mehr missen. 

„Rascher als man es ahnen konnte, hat sich infolge des Krieges die Sporthosentracht bei arbeitenden Frauen durchgesetzt, und es wäre eine dankenswerte Aufgabe, eine Rundfrage an diese Frauen zu erlassen, um zu hören, in welcher Kleidung sie sich wohler fühlen, in der Hose oder im Rock. Meine persönlichen Erfahrungen erstrecken sich nur auf einige Eisenbahnschaffnerinnen, die ihre Dienstkleidung geradezu als beglückend empfinden und nur bedauern, daß sie die Vorschrift haben, auf der Straße den lästigen Kleiderrock überzuziehen. Und dann weiß ich selbst aus der Turnstunde, was für eine Freude es auch uns nicht mehr jungen Frauen macht, wenn wir unsere Beine ungefesselt bewegen dürfen.“

In den 1930er Jahren kam die weite Marlene-Hose auf, sie wurde nur von einigen Künstlerinnen getragen. Im Zweiten Weltkrieg wurden wiederum arbeitende Frauen in Hosen akzeptiert. Der „Rockzwang“ war nach 1945 jedoch nicht vorbei: Viele Schulen erlaubten Mädchen bis in die 1960er Jahre hinein allenfalls im Winter, Hosen zu tragen. An katholischen Mädchenschulen hielten sich Kleiderordnungen noch länger. Erst Ende der 1960er Jahre wurden Frauenhosen gesellschaftlich akzeptiert und der Hosenanzug für Damen kam in Mode. Als „anständig“ galt diese Kleidung in gehobenen Kreisen deshalb jedoch noch nicht. Dieser Bekleidungszwang äußerte sich für Männer in der Notwendigkeit der Krawatte. Die Klatschpresse dieser Zeit konnte immer wieder über einen „Hosenskandal“ berichten.
Folgende Beispiele belegen dies:
- Der Sängerin Esther Ofarim wurde 1966 der Zutritt im Hosenanzug zur Bar des Hamburger Atlantic-Hotels verwehrt.
- Der Frau des englischen Flieger-Stars Townsend wurde 1969 im Ritz der Zutritt zur Filmpremiere „Die Luftschlacht um England“ verweigert. Der Empfangschef hielt sie an: „Frauen in Hosen ist der Eintritt verboten. Gehen Sie bitte und ziehen sich weibliche Kleidung an!“
- Die Schauspielerin Senta Berger durfte 1969 in einem edlen Designer-Anzug nicht zum Dinner in ein Londoner Hotel, sondern musste sich umziehen.
- In internationalen Luxushotels galt das Hosenverbot für Frauen noch in den 1970er Jahren. Bis 1970 waren auch im Londoner Nobelkaufhaus Harrods behoste Kundinnen unerwünscht.
- Der damalige Bundestagsvizepräsident Richard Jaeger (CSU) drohte 1970, er werde jede Abgeordnete, die es wagen sollte, in Hosen zur Plenarsitzung zu erscheinen, aus dem Saal weisen. Noch im selben Jahr rührte Lenelotte von Bothmer (SPD) an dieses Tabu, erschien erstmals am 15. April in einem Hosenanzug im Bundestag, und am 14. Oktober 1970 hielt sie als erste Frau mit Hose eine Rede im Bundestag.[14]
- In der indonesischen Provinz Aceh wurde es Frauen 2010 gesetzlich verboten, Hosen zu tragen, da es sich um „unzüchtige Kleidung“ handele. Zuwiderhandlungen können mit bis zu zwei Wochen Gefängnis bestraft werden.[15]
- Bis zum Jahr 2013 war es Pariserinnen formell per Gesetz verboten, in der Öffentlichkeit Hosen zu tragen. Ausnahmen gab es nur für Radfahrerinnen und Reiterinnen. Am 31. Januar 2013 wurde dieses Gesetz offiziell aufgehoben.[16]

Mittlerweile hat die Hose bei europäischen, amerikanischen und australischen Frauen den Rock im Alltag und Berufsleben weitgehend verdrängt, außer im Hochsommer oder als Abendgarderobe.

## Schnittkonstruktion

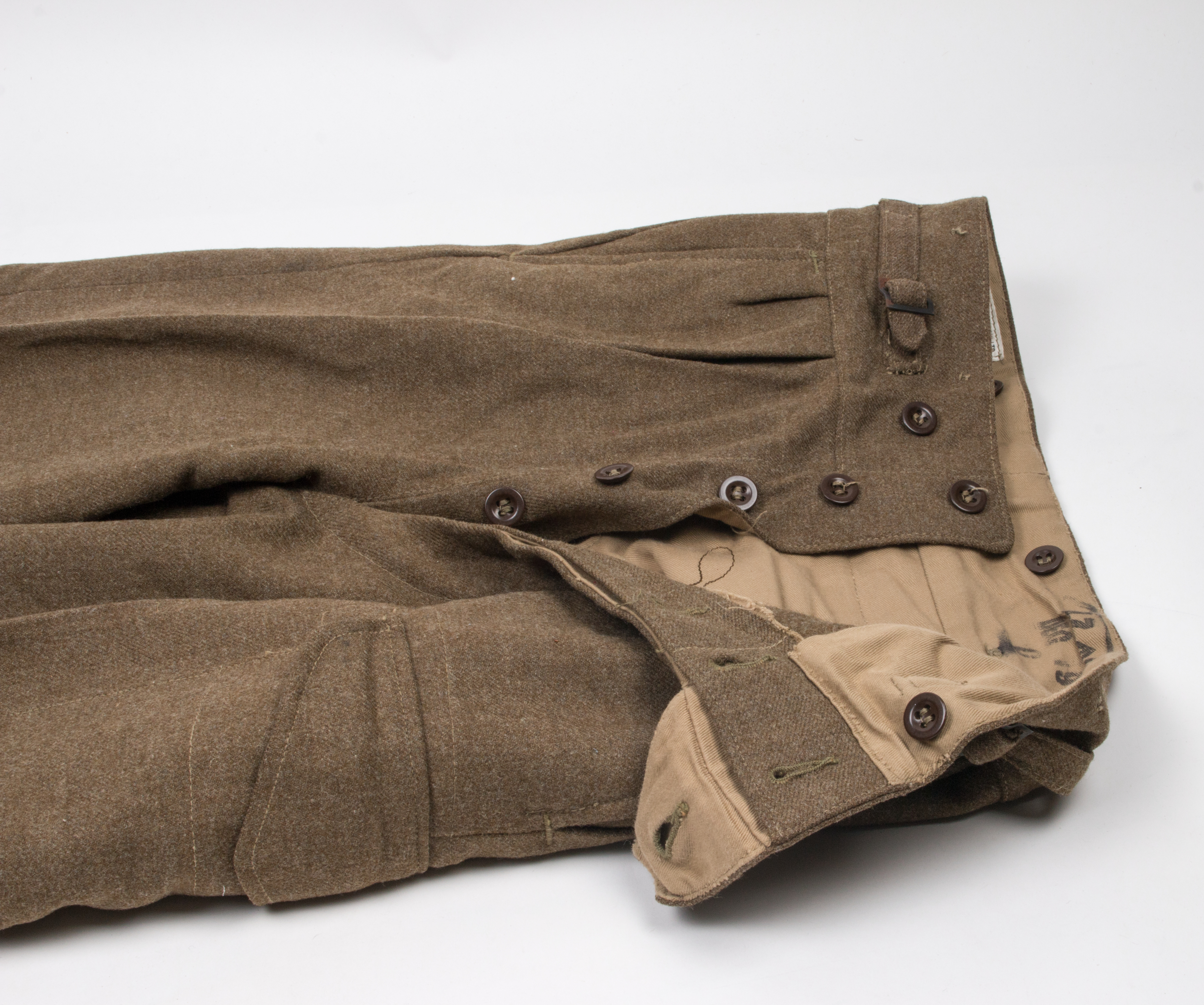
Kampfanzughose eines Leutnants – New Zealand Cadet Forces – 1950er–60er Jahre. Gehörte John Maurice Hume, Offizier in der School Cadet Unit (Thames High School), untaillierte Wollhose mit Riemen- und Schnallenregulierung an der seitlichen Taille und Hosenträgerknöpfen; schräge Vordertaschen; paspelierte Gesäßtaschen mit Patte; große Cargotasche am linken Bein; Saumschutzstreifen aus Leder an der Innenseite der Vorderbeine. Hersteller Harris Langton Ltd, Auckland. Stempel Verteidigungskräfte, hintere Taille, schwarze Tinte

Für die Konstruktion eines Schnittmusters für eine Hose ist der Hosentyp (Marlenehose oder Jeans) sowie die Form des Gesäßes ausschlaggebend. Entsprechend diesen Angaben wählt die Schnitt-Direktrice bzw. die Schneidermeisterin den Gesäßwinkel. Der Gesäßwinkel ist der Winkel zwischen Hüftlinie und Hinterhosen-Mitte.

### Größenangaben
Die Hosengröße wird international inzwischen mit Buchstaben wie XS, S, M, L und XL angegeben. Traditionell ist sie je nach Zielgruppe, Damen, Herren, Kinder entstanden.
Es wird unterschieden nach:
- Damen, Herren, Kinder
- Typ: Anzughose, Jeans
- Herkunft: Europäisch, angloamerikanisch
- Beruf

Spezielle Größentabellen werden in Organisationen wie dem Militär, die Bekleidung für Angehörige bereitstellen, angewandt. Eckwerte zur Ermittlung der Größe für Hosen sind: Bundumfang, Hüftumfang und Schrittlänge bzw. Körpergröße. Die Schrittlänge wird entlang der Innenbeinnaht gemessen.

## Hosenarten

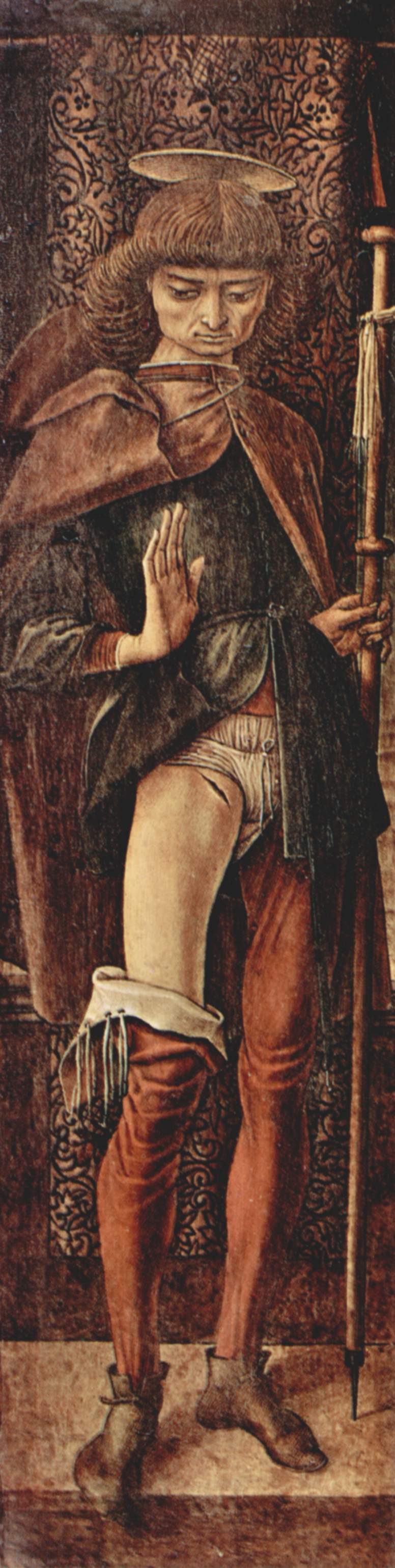
Carlo Crivelli Strumpf-Hose

Die Hosenarten unterscheiden sich im Wesentlichen in Material und Schnitt. Bei den Abschlüssen der Hosenbeine sind Hosen mit oder ohne Aufschlag zu unterscheiden. Für eine flexible Bundweite gibt es Hosen mit Bundfalten. Hosen verschiedener Machart werden zu unterschiedlichen Anlässen getragen (Jeanshosen beispielsweise im Alltag, Anzughosen meistens mit Bügelfalte zu Feierlichkeiten oder im Büro, Sporthosen zum Sport, Strumpfhosen ohne zusätzliche Beinbekleidung zu Hause). Die verschiedenen Arten von Unterhosen werden in jenem Artikel aufgeführt.
Verschiedene Arten von Oberhosen sind:
- nach Material
  - Jeans
  - Chinohose
  - Cordhose
  - Lederhose
  - Gummihose
  - Nankinghose oder Nankingne
- nach Verwendungszweck
  - Badehose
  - Jogginghose
  - Kochhose (auch Pepitahose genannt)
  - Radhose
  - Reithose
  - Silo-Einfahrhose
  - Sportleggings
  - Unterhose
- nach Schnitt
  - Baggy Pants
  - Bondagehosen
  - Breeches
  - Bundfaltenhose
  - Caprihose
  - Cargohose
  - Haremshose
  - Hüfthose
  - Hosenkleid
  - Hosenrock
  - Karottenhose
  - Knickerbocker
  - Kniebundhose
  - Latzhose
  - Leggings
  - Pluderhose
  - Pumphose
  - Rockhose
  - Schlaghose
  - Shorts
  - Steghose
  - Zip-off-Hose

- nach Geschichte
  - Bracae
  - Feminalia
  - Brouche

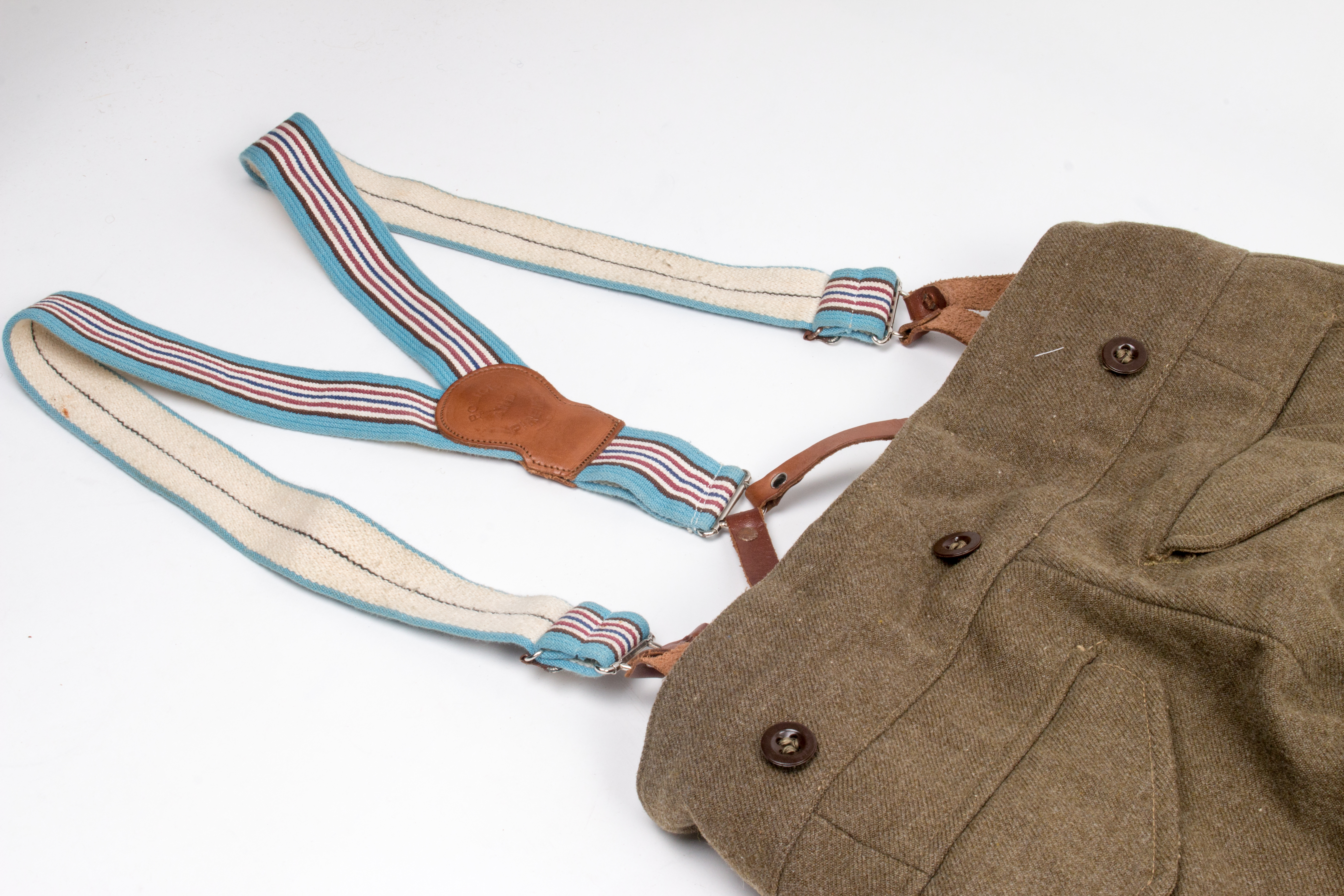
Militärhose
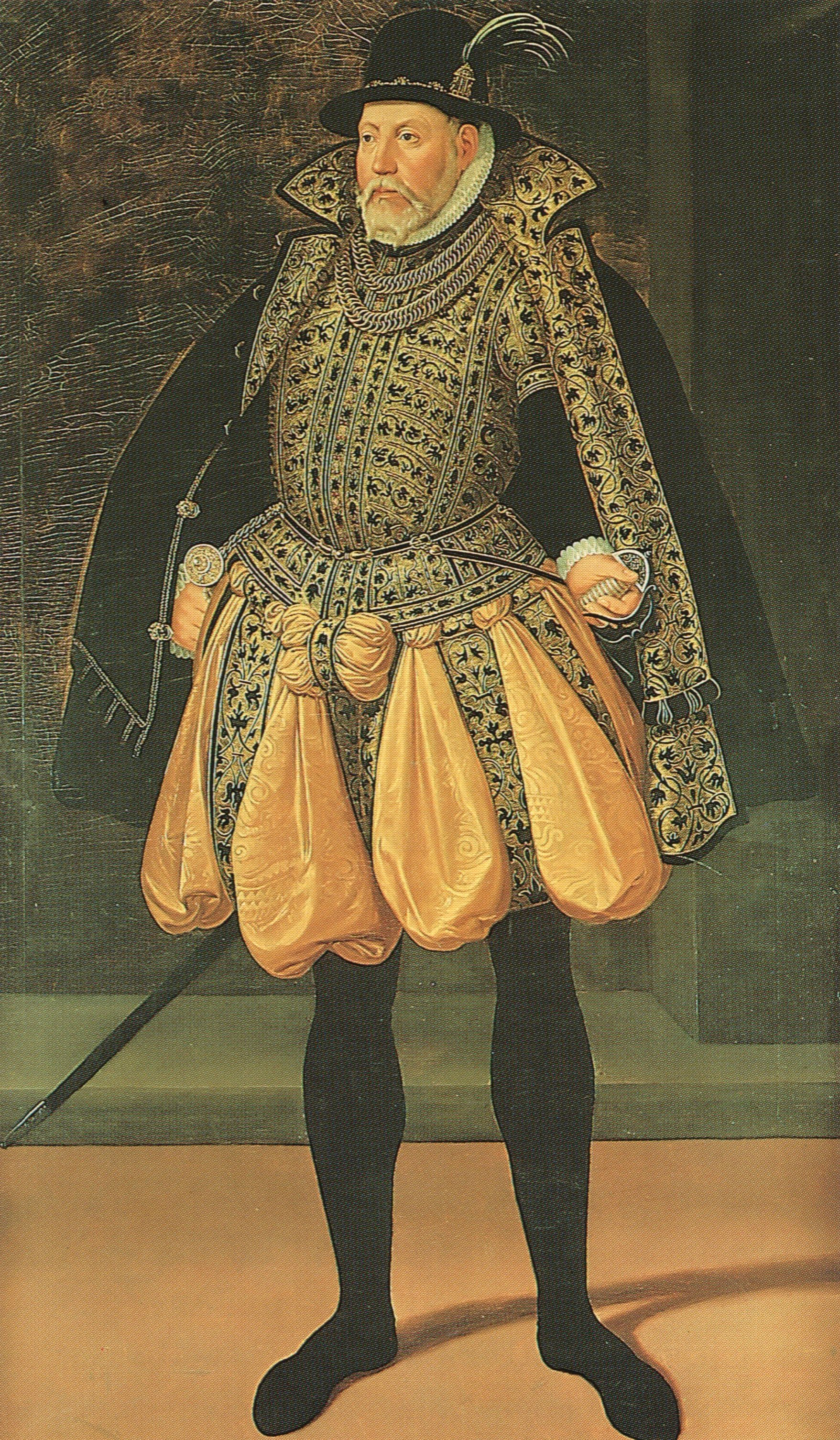
Pluderhose mit Schamkapsel, Herzog Ulrich zu Mecklenburg, Doberaner Münster (1587)
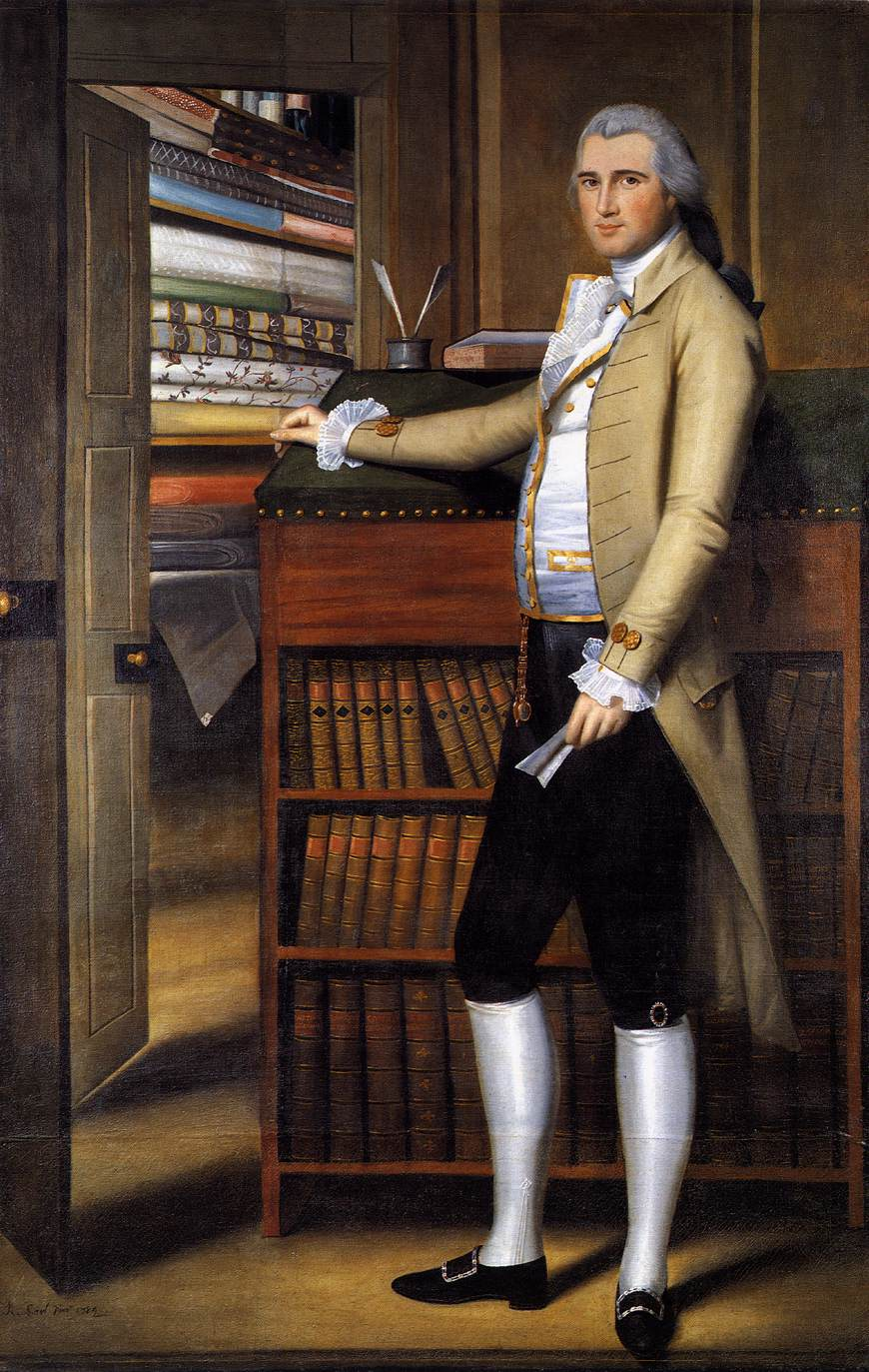
Elijah Boardman in einer Culotte (Kniehose), Gemälde von Ralph Earl 1789
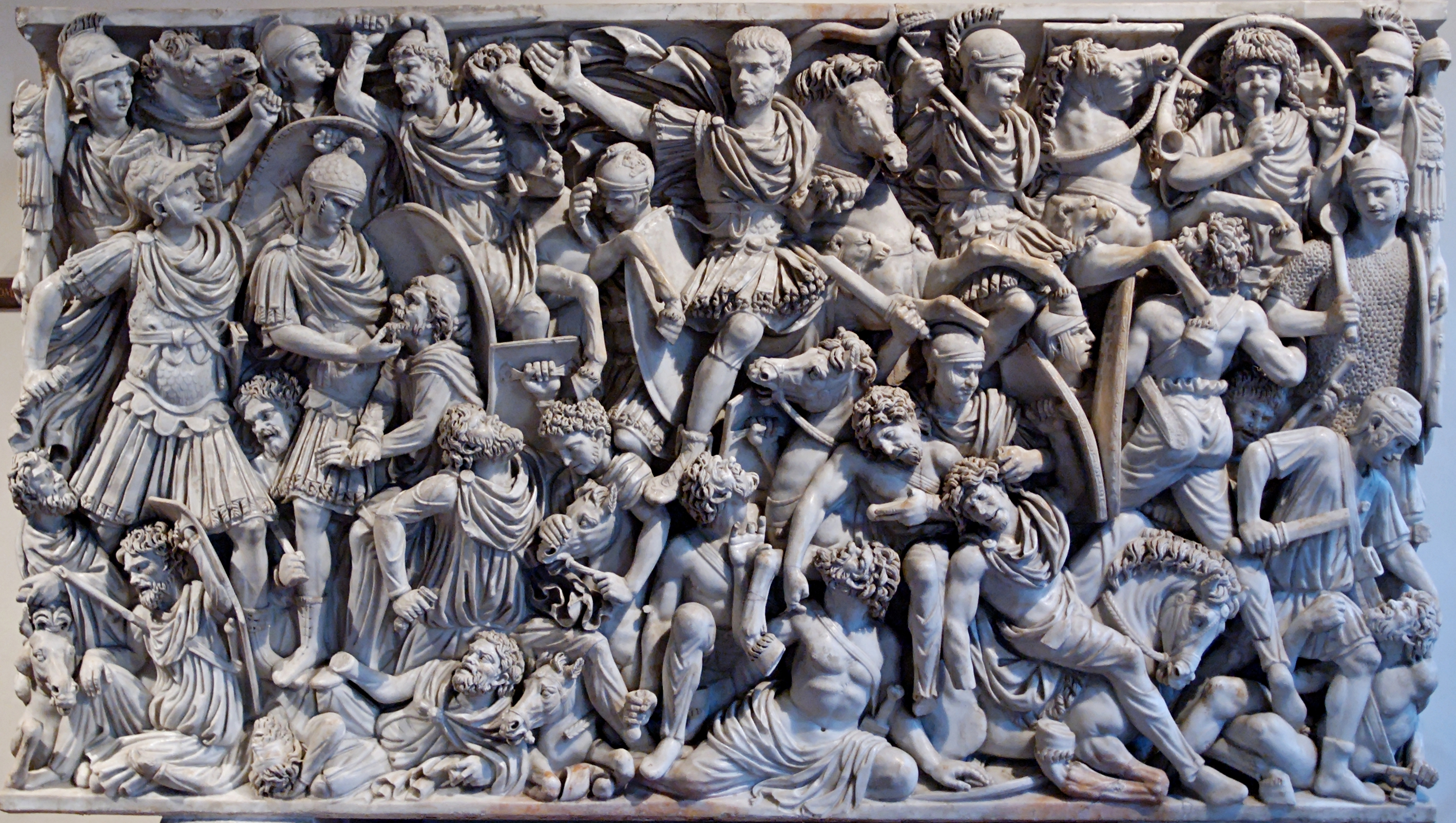
Großer Ludovisischer Schlachtsarkophag, Heerführer trägt eine Reinhose, die Feminalia, Germanen tragen Hosen und Römer freie Beine

## Redewendungen
- Er hat die Hosen (gestrichen) voll. = Er hat Angst.
- jemandem die Hosen strammziehen = jemanden züchtigen
- die Sache ist in die Hose gegangen = es ist schiefgegangen, hat nicht geklappt
- sich auf die Hose (den Hosenboden) setzen = fleißig (v. a. geistig) sein, tüchtig arbeiten
- er (sie) hat die Hosen an = Er (sie) bestimmt, wo es lang geht
- er (sie) wurde mit heruntergelassener Hose erwischt = Er (sie) wurde unvorbereitet angetroffen und überrascht.
- mit abgesägten Hosen dastehen = etwas Geplantes hat nicht geklappt oder man wurde deswegen zurechtgewiesen.
- hier ist tote Hose = hier ist nichts los.
- Etwas ist Jacke wie Hose = Es ist egal, gleichgültig
- er hat Eier in der Hose = Er ist mutig.